# Ooencyrtus venatorius
Ooencyrtus venatorius är en stekelart som beskrevs av De Santis och Vidal Sarmiento 1976. Ooencyrtus venatorius ingår i släktet Ooencyrtus och familjen sköldlussteklar. Inga underarter finns listade i Catalogue of Life.